# Afera paliwowa (2007)
Afera paliwowa 2007 – mafijne działania nielegalnego obrotu olejem napędowym na Śląsku przez tzw. „śląską mafię paliwową”, wykryte w wyniku kilkuletniego śledztwa. Grupa przestępcza pod kierownictwem Henryka Musialskiego, nazywanego w mediach „baronem paliwowym”, wyłudziła od Skarbu Państwa prawie 500 mln złotych poprzez nielegalny obrót paliwami, fikcyjny obrót oraz fałszowanie faktur. Dodatkowo oskarżono grupę o pranie brudnych pieniędzy oraz wyłudzenia podatkowe. 
W wyniku afery, główny oskarżony Henryk Musialski został skazany na 6 lat pozbawienia wolności, grzywnę 210 tys. złotych oraz przepadek majątku na rzecz Skarbu Państwa w kwocie 495 mln złotych. Skazani zostali także m.in. mecenas Andrzej Dolniak, prawnik obsługujący spółki Musialskiego oraz Krzysztof Rutkowski, właściciel biura detektywistycznego. 

## Historia
Musialski ukończył szkołę w Siemianowicach Śląskich. Po krótkim okresie emigracji zarobkowej w Wiedniu wrócił do Polski, gdzie w 1988 roku założył wraz z kolegą spółkę zajmującą się transportem o nazwie Em-Trans. Dzięki rozwijającemu się biznesowi zakupił bazę transportową, dzięki której w 1997 roku otrzymał koncesję na produkcję paliwa.
Wkrótce, ze względu na nierentowność produkcji, firma rozpoczęła nielegalną produkcję paliwa. Kupowała komponenty paliw nieobjęte akcyzą, przetwarzała je, a następnie sprzedawała paliwo kontrahentom, bez opłacenia akcyzy. W tym samym czasie firma tworzyła fikcyjne faktury pomiędzy Em-Transem a siecią firm-słupów stworzonych przez wspólników Musialskiego, które miały potwierdzać sprzedaż przez Em-Trans komponentów paliwowych, a następnie zakup paliwa. Zarobione pieniądze prano m.in. korzystając z usług innych firm. Wśród nich znalazła się firma Krzysztofa Rutkowskiego, która od 2001 roku wykonywała usługi ochroniarskie oraz doradcze dla Em-Transu. Miała ona wystawić faktury za fikcyjne usługi na kwotę 2,5 mln złotych. Przygotowaniem umów między Rutkowskim a firmą Musialskiego zajmował się Sławomir D., radca prawny Em-Transu. O wypranie 73 mln złotych oskarżono Andrzeja Dolniaka, śląskiego adwokata związanego z Samoobroną. Obaj podczas procesu nie przyznali się do winy.
Nielegalny zysk przeznaczany był także na łapówki, m.in. dla urzędników Urzędu Kontroli Skarbowej. Dzięki informacji o planowanej kontroli skarbowej Andrzej Mańczak, współpracownik Musialskiego, podpalił w sierpniu 1998 siedzibę firmy niszcząc dokumentację księgową. Ze względu na odejście na emeryturę jednego z opłacanych urzędników katowickiego UKS-u, w 2002 roku współpracownicy Musialskiego „zwerbowali” Mariusza Ł., dyrektora firmy górniczej oraz szwagra Lechosława Jarzębskiego. Powołując się na wpływy przekonał on kierowniczkę urzędu, Mariolę B., do współpracy, za co do lipca 2003 roku otrzymała 130 tys. zł.

## Śledztwo i proces
Pierwsze zatrzymania w sprawie mafii paliwowej rozpoczęły się w 2003 roku zatrzymaniem w marcu Henryka Musialskiego. Po początkowej odmowie zeznań otrzymał propozycję układu w postaci złagodzenia wyroku w zamian za współpracę. Musialski zeznał wtedy, że korumpował urzędników, wskazał także m.in. Andrzeja Dolniaka, Krzysztofa Rutkowskiego oraz Mariusza Ł. jako współpracowników.

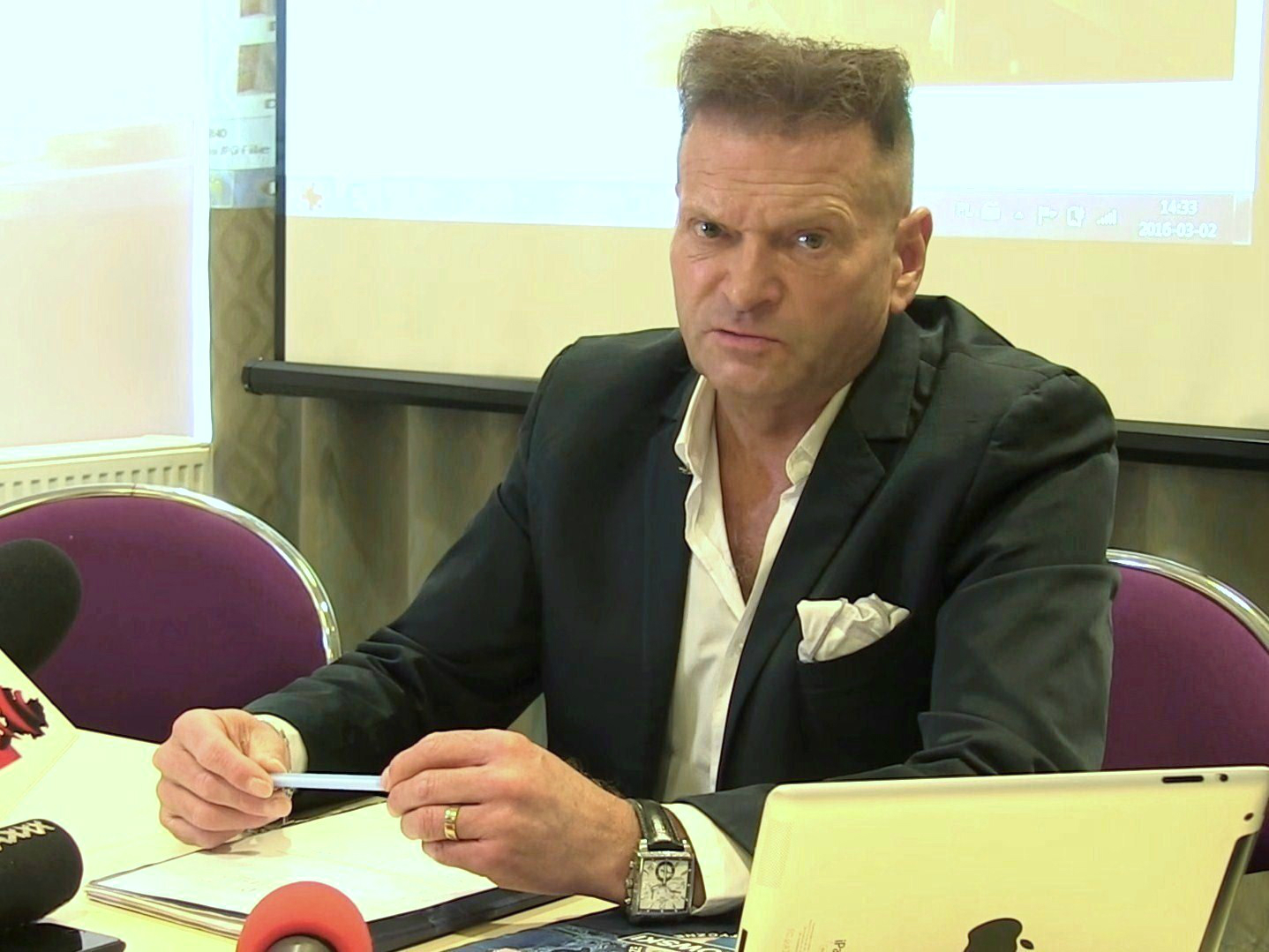
Krzysztof Rutkowski

Dzięki jego zeznaniom zatrzymano m.in. Andrzeja Mańczaka oraz Mariolę B. (listopad 2004), Krzysztofa Rutkowskiego oraz dwóch jego pracowników (lipiec 2006), Sławomira D. (sierpień 2006).
Śledztwo prokuratorskie, w którym współpracowały ze sobą Agencja Bezpieczeństwa Wewnętrznego, Urząd Kontroli Skarbowej czy Generalny Inspektor Informacji Finansowej, zamknięte zostało w kwietniu 2007 roku. W listopadzie 2008 roku rozpoczął się proces przeciwko 21 osobom prowadzony przez sędziego Gwidona Jaworskiego. Proces ruszył z miesięcznym opóźnieniem ze względu na niestawienie się obrońców Andrzeja Dolniaka na poprzednich terminach rozpraw. Ponadto na jeden z terminów Henryk Musialski stawił się w stanie nietrzeźwości, za co został ukarany siedmiodniowym aresztem. Proces zakończył się w listopadzie 2011 roku. Prokurator Iwona Skrzypek zażądała 6,5 roku więzienia dla Henryka Musialskiego oraz 500 tys. złotych grzywny wraz z przepadkiem majątku oraz od 10 miesięcy do 5 lat więzienia dla pozostałych oskarżonych. W marcu 2012 roku ogłoszono werdykt, wyroki więzienia usłyszeli m.in. Musialski (6,5 roku), Dolniak (3 lata) i Rutkowski (2,5 roku). 16 skazanych odwołało się od wyroku. W grudniu 2013 zapadły prawomocne wyroki. Wyrok I instancji został zmniejszony Musialskiemu o pół roku, natomiast Rutkowskiemu o rok (wnosił o uniewinnienie).